# Chālid al-Qasrī
Chālid ibn ʿAbdallāh al-Qasrī (arabisch خالد بن عبد الله القصري, DMG Ḫālid ibn ʿAbdallāh al-Qaṣrī geb. 686, † 743/44 in Kufa) diente den Umayyaden als Statthalter zunächst von Mekka und später, während des Kalifats von Hischām ibn ʿAbdalmalik, des Irak.

## Herkunft und frühe Jahre
Chālid gehörte zu den Qasr, einem Clan des arabischen Stamms Badschīla, und hatte eine christliche Mutter. Wann und wo er geboren wurde, wird in keiner Quelle erwähnt. Der Geschichtsschreiber Chalīfa ibn al-Chaiyāt berichtet allerdings, dass er im Jahre 126 d.H. (743 n. Chr.) im Alter von 60 Jahren getötet wurde. Demnach muss er im Jahre 66 d.H. (686 n. Chr.) geboren sein. Einen Teil seiner Jugendzeit verbrachte er in Medina. Er wird dort in Verbindung mit Sängern erwähnt.

## Als Statthalter von Mekka
Schon als junger Mann scheint Chālid mit al-Haddschādsch ibn Yūsuf in Beziehung gestanden zu haben. Auf dessen Empfehlung ernannte ihn der Kalif Al-Walid I. im Jahre 89 d.H. (= 707 n. Chr.) zum Statthalter von Mekka. In diesem Amt führte er verschiedene Reformen beim Wallfahrtsritual durch. So bestimmte er, dass fortan beim Tawāf Frauen und Männer getrennt wurden. Zur Überwachung dieser Geschlechtertrennung wurden bei jeder Säule Wachen postiert, die mit Peitschen ausgestattet waren.
Aufsehen erregte auch seine Verhaftung des Saʿīd ibn Dschubair im Auftrag von al-Haddschādsch, der ihn nach seiner Überführung in den Irak hinrichten ließ. Saʿīd ibn Dschubair hatte bei dem Aufstand des Ibn al-Aschʿath (699-701) eine führende Rolle bei der Mobilisierung der Koranleser gespielt und war anschließend in den Ḥaram nach Mekka geflohen, der als ein Asyl fungierte. Seine Auslieferung durch Chālid wurde in frommen Kreisen als eine schwere Unrechtstat aufgefasst.
Chālid erbaute außerdem eine Wasserleitung, die er auf Befehl des Kalifen Sulaiman ibn Abd al-Malik von einem Brunnen außerhalb von Mekka in den Hof der Kaaba zu einem Becken neben dem Zamzam-Brunnen führte.

## Als Statthalter des Irak
Nach seiner Absetzung vom Statthalterposten in Mekka, die wahrscheinlich noch während des Kalifats von Sulaiman ibn Abd al-Malik erfolgte, war Chālid kurzzeitig als Gesandter für den Kalifen Yazid II. im Einsatz. Um das Jahr 724 setzte ihn Hischām ibn ʿAbdalmalik als Statthalter im Irak ein, wo zu jener Zeit starke Spannungen zwischen den Stammesgruppen der Mudar und Yaman bestanden. Dass Hischām ihn für dieses Amt auswählte, hatte wahrscheinlich damit zu tun, dass Chālid einem Stamm angehörte, der keiner der beiden Gruppen angehörte, und somit als Vermittler auftreten konnte. Allerdings wurde Chālid bald selbst in die Auseinandersetzungen zwischen die beiden Gruppen hineingezogen, weil die Mudar ihn zu bekämpfen begannen.
Über seine Statthalterschaft im Irak ist ansonsten wenig bekannt, allerdings erscheint sein Name in der zweiten Hälfte der 730er Jahre im Zusammenhang mit der Unterdrückung verschiedener häretischer Bewegungen. Zu den Häretikern, die er hingerichtet haben soll, gehörten al-Dschaʿd ibn Dirham und der Schiit al-Mughīra ibn Saʿīd. Er selbst hatte offenbar aber auch wenig Hemmungen, die Muslime zu brüskieren. So errichtete er direkt neben der Hauptmoschee von Kufa eine Kirche für seine christliche Mutter und äußerte öffentlich, dass das Christentum besser sei als der Islam. Auch scheute er sich nicht, bei der Ämtervergabe Zoroastrier und Christen zu bevorzugen.

## Absetzung und Ermordung
Als aufgrund der von ihm durchgeführten Agrarreformen seine Steuereinnahmen unverhältnismäßig stiegen, soll dies den Neid von Hischām hervorgerufen haben. Dies war nach den arabischen Quellen auch der eigentliche Grund für seine Absetzung im Jahre 738, nach der er einige Zeit inhaftiert blieb. Wieder freigelassen, verbrachte Chālid eine Zeit am Hof Hischāms in ar-Rusāfa sowie in Damaskus. 
Hischāms Nachfolger al-Walid II., der die Qais-Fraktion unter den Arabern bevorzugte und die Yaman verwarf, ließ Chālid, der als Anführer der Yaman galt, von seinem Statthalter im Irak, Yūsuf ibn ʿUmar ath-Thaqafī, ergreifen und in Kufa zu Tode foltern. Die Ermordung al-Walīds im April 744 erfolgte aus Rache für die Ermordung Chālids. Der kalbitische Dichter al-Asbagh ibn Dhu'āla dichtete darüber:
Man mubliġun Qaisan wa-Ḫindifa kulla-hā

wa-sādāti-hā min ʿAbdi Šamsin wa-Hāšimi

qatalnā amīra l-mu'minīna bi-Ḫālidin

wa-biʿnā walīyai ʿahdi-hī bi-darāhimi.
Wer teilt es all den Qais und Chindif mit,

und ihren Anführern von den ʿAbd Schams und Hāschim?

Wir haben den Befehlshaber der Gläubigen wegen Chālid getötet

und seine beiden Thronfolger für Geld verkauft.